# Estuario del San Lorenzo
L'estuario del San Lorenzo in Canada è il più grande estuario al mondo.

## Descrizione
L'estuario del fiume San Lorenzo si trova a valle del fiume San Lorenzo e a monte del Golfo di San Lorenzo. Si riferisce al luogo in cui le acque dolci e salate si mescolano tra il fiume e il golfo.
L'estuario del San Lorenzo inizia dal lago Saint-Pierre e termina con l'allargamento delle rive, all'altezza di Pointe-des-Monts, Québec, di fronte a Les Méchins, Québec. È diviso in tre sezioni: l'estuario del fiume San Lorenzo all'Île d'Orléans (isola di Orleans), l'estuario medio del fiordo di Saguenay, l'estuario marittimo di Pointe-des-Monts, Quebec.
L'estuario del San Lorenzo è caratterizzato da un fronte salino all'estremità orientale dell'Île d'Orléans. La zona di contatto tra acqua dolce e salata corrisponde ad una regione di elevate concentrazioni di materia sospesa che determina una zona di massima torbidità (MTZ) di lunghezza che può variare da 70 a 120 chilometri (43 a 75 mi), a seconda del flusso del fiume. Questa zona di massima torbidità si trova tra Île d'Orléans (salinità maggiore di 0 PSU) e Île aux Coudres (salinità inferiore a 10 PSU).
I meccanismi di circolazione degli estuari associati a questo ambiente ne fanno un luogo privilegiato di produzione primaria e secondaria che ospita numerosi vivai ittici. L'elevata torbidità ambientale fornisce riparo dai predatori mentre le larve vengono mantenute in condizioni ottimali di temperatura e salinità. Grandi variazioni di salinità e torbidità determinano un'ampia varietà di condizioni fisico-chimiche e comunità planctoniche sul fiume.